# Clearc de Solos
Clearc (en grec antic: Κλέαρχος, llatí: Clearchus) fou un deixeble d'Aristòtil natural de Solos (Xipre) i autor de nombroses obres no conservades, i pluridisciplinari. Sembla ser la mateixa persona a qui Ateneu de Nàucratis anomena τρεχέδειπνος, 'el comensal'.
No s'ha conservat cap de les seves obres, però sí nombrosos fragments. Es coneixen els títols següents:
- Βió, una obra biogràfica en 8 llibres.
- Un comentari sobre el Timeu de Plató.
- Πλάτωνος ἐγκώμιον, un encomi de Plató.
- Περὶ τῶν ἐν τῇ Πλάτωνος Πολιτείᾳ μαθηματικῶς εἰρημένων.
- Γεργίθιος, un tractat sobre els afalagaments.
- Περὶ παιδείας.
- Περὶ φιλίας.
- Παροιμίαι.
- Πεπὶ γρίφων, sobre les endevinalles.
- Ἐρωτικά, un recull d'anècdotes sobre l'amor, amb preguntes sobre el tema.
- Περὶ γραφῶν, sobre pintures i quadres
- Περιγραφαί, obra dubtosa.
- Περὶ νάρκησς, sobre el peix torpede.
- Περὶ τῶν ἐνύδρων, sobre animals aquàtics.
- Περὶ Δινῶν, sobre els residus d'arena.
- Περὶ σκελετῶν, un llibre d'anatomia.
- Περὶ ὕπνου, obra dubtosa.

No és segur que un llibre sobre tàctiques militars mencionat per Elià Tàctic, que li atribueix, podria ser d'aquest Clearc o d'un altre autor amb el mateix nom.